# Meshullam da Volterra
Meshullam ben Menahem da Volterra war ein italienisch-jüdischer Kaufmann und Reisender aus dem Florenz des 15. Jahrhunderts. Meshullam entstammte einer jüdischen Familie aus der toskanischen Stadt Volterra und führte in Florenz mit seinem Vater Menahem ben Aaron da Volterra einen bedeutenden Edelsteinhandel.
Die Familie da Volterra zählte zu den wohlhabendsten Familien der Stadt und besaß ausgedehnten Grundbesitz bei Florenz. So wird beispielsweise berichtet, dass Meshullam ein enger Freund des Lorenzo de’ Medici (1449–1492) war, mit diesem einen privaten Briefwechsel führte und ihm gelegentlich selbsterlegtes Wild zum Geschenk machte.

## Reise nach Palästina

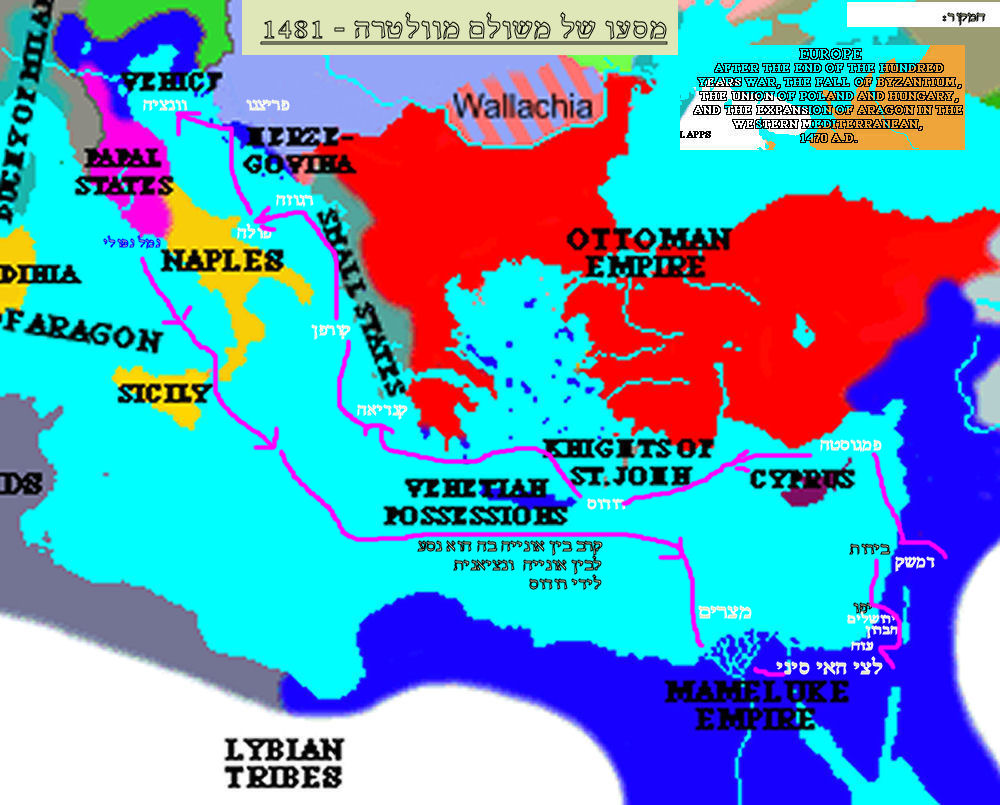
Die Reiseroute des Meshullam ben Menahem im Jahr 1481.

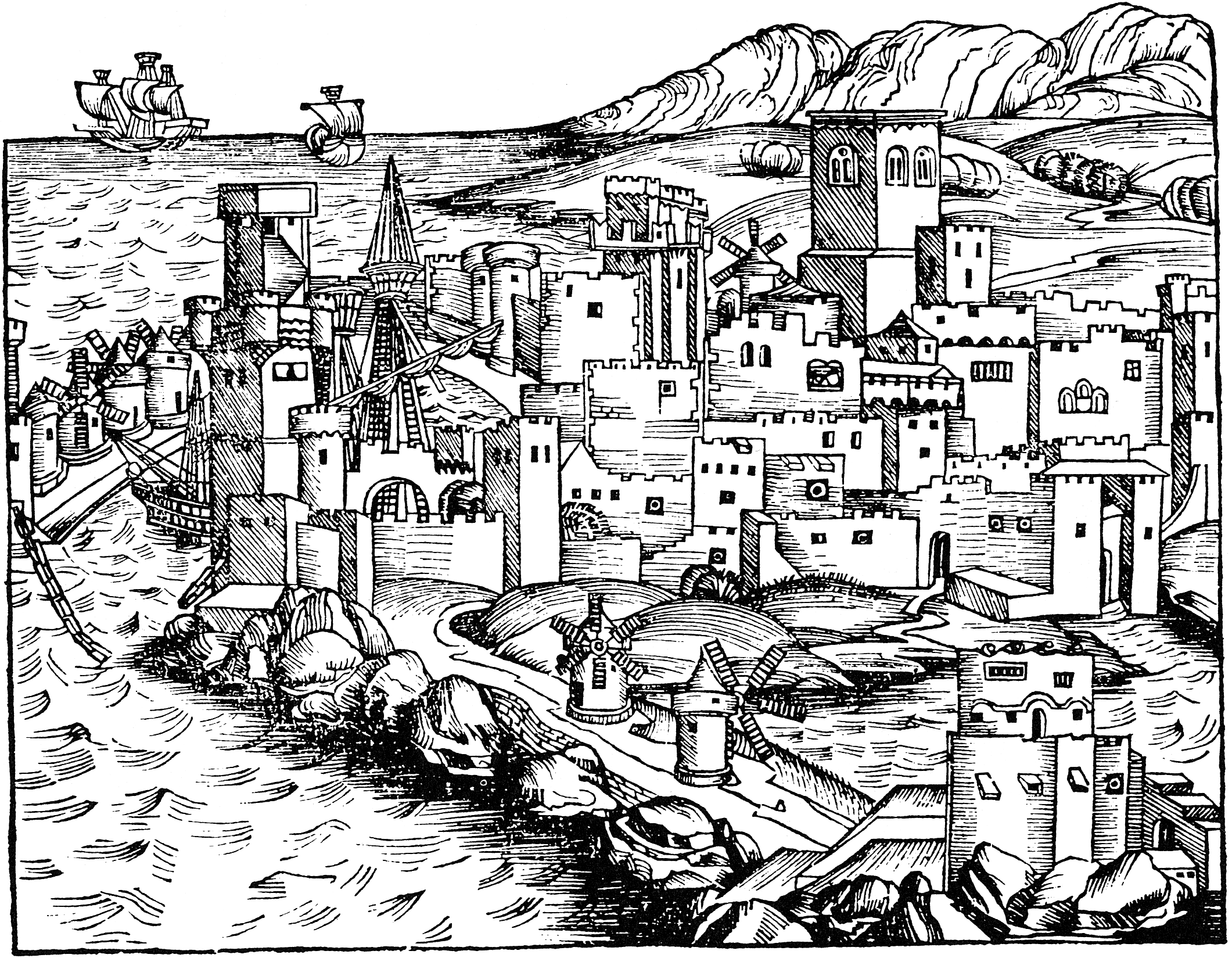
Ansicht der Stadt Rhodos von Hartmann Schedel, Nürnberg 1493.

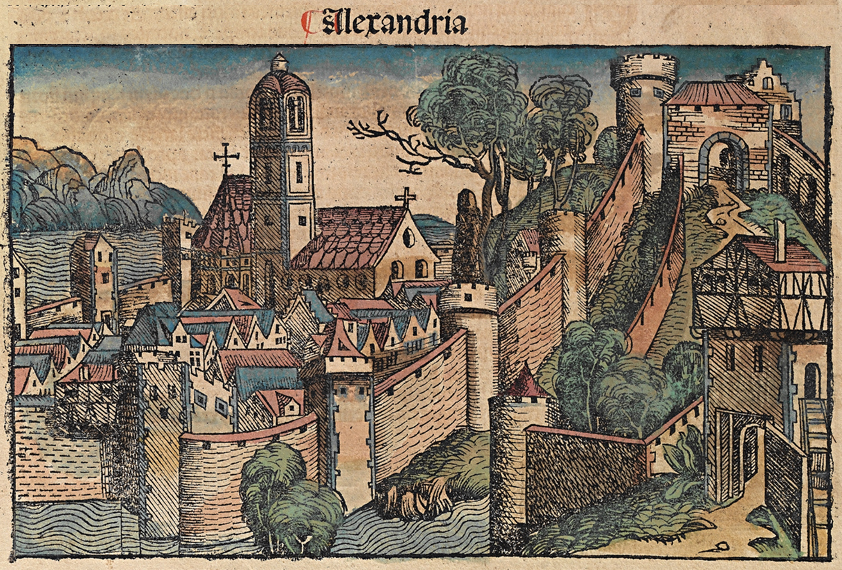
Stadtansicht von Alexandria von Hartmann Schedel, Nürnberg 1493.

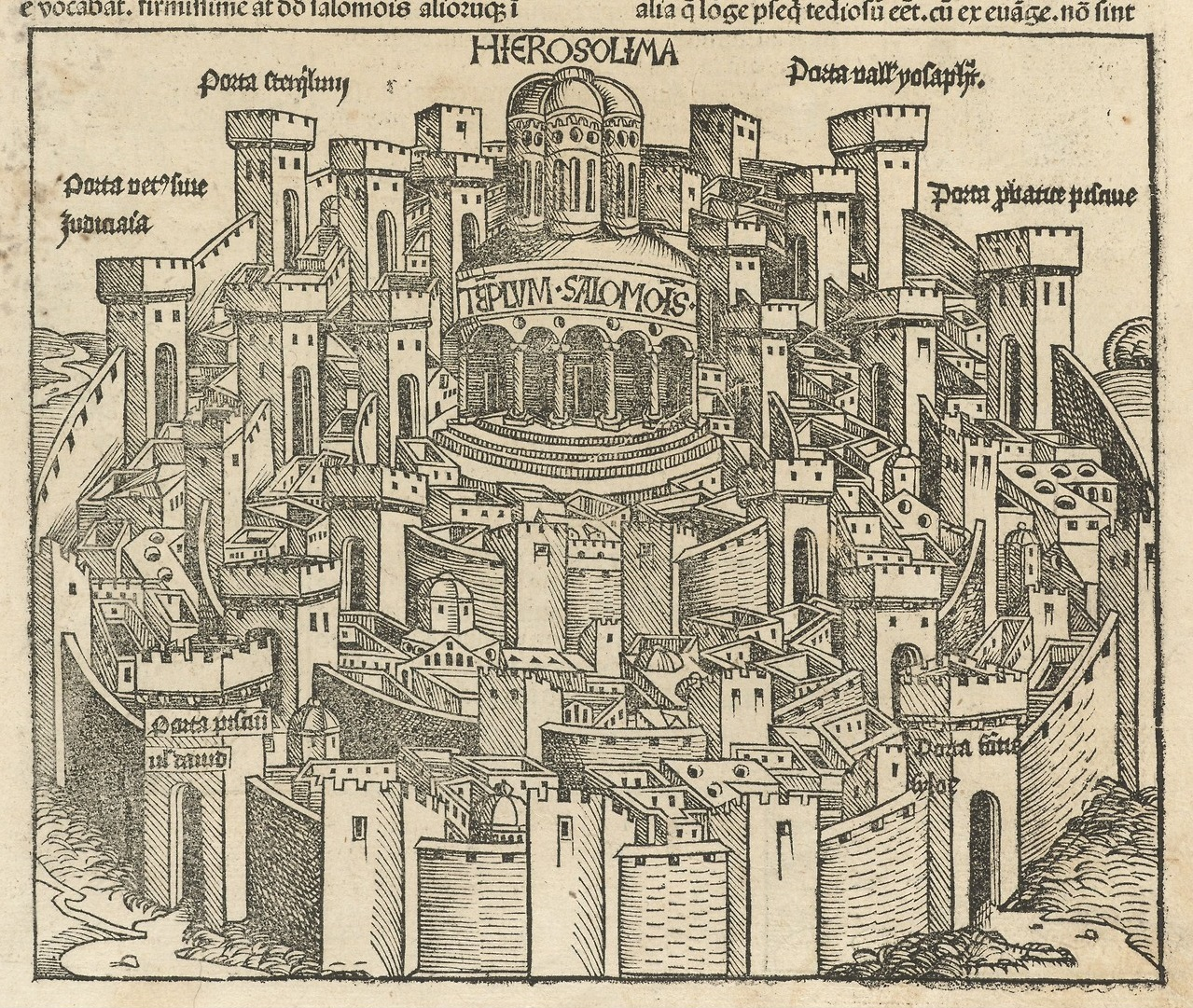
Stadtansicht von Jerusalem von Hartmann Schedel, Nürnberg 1493.

Im Jahr 1481 unternahm Meschullam eine Geschäfts- oder Pilgerreise nach Palästina, die ihn über Rhodos, Alexandria, Kairo, Gaza und Hebron nach Jerusalem führte.
Über seine Reise fertigte Meschullam einen detaillierten und sachlichen Reisebericht an, in dem er die besuchten Städte beschreibt, die Stadtbilder, Häfen, Gebäude und Verteidigungsanlagen, ihre Bevölkerung und wirtschaftlichen Verhältnisse.
So schildert er zum Beispiel die Stadt Rhodos als außerordentlich schöne Stadt und erwähnt ausdrücklich die beeindruckenden Befestigungsanlagen, die in relativ kurzer Zeit errichtet wurden, nachdem sie erst ein Jahr zuvor, während der Belagerung von 1480 durch die osmanische Armee Sultan Mehmeds II., stark beschädigt worden waren.
In Alexandria fasziniert ihn das System der Wasserversorgung und Stadtentwässerung. Er berichtet, dass jedes Wohnhaus zwei Zisternen besäße, eine für Trinkwasser, die durch das jährliche Hochwasser des Nils gespeist würde, und eine weitere für das Abwasser. Die Stadt Alexandria sei durch die große Anzahl von Zisternen gewissermaßen unterhöhlt.
Einen hohen Anteil im Bericht räumt Meschullam der Situation der jüdischen Bevölkerung dieser Städte ein. Er beschreibt die jeweiligen jüdischen Gemeinden, die Zahl der dort wohnenden jüdischen Familien und ihren sozialen Status. Ausführlich vergleicht er den Grad der gesellschaftlichen Integration und die verschiedenen religiösen Praktiken der einzelnen Gemeinden.
Der Reisebericht des Meshullam ben Menahem da Volterra gilt als eine der aufschlussreichsten mittelalterlichen Quellen zum jüdischen Leben in den Ländern des östlichen Mittelmeerraums. Er endet mit der Rückkehr Meshullams nach Italien am 19. Oktober 1481, dem Tag seiner Ankunft in Venedig.
Das Manuskript in hebräischer Sprache befindet sich heute im Bestand der Biblioteca Medicea Laurenziana in Florenz. Erstmals veröffentlicht wurde es 1881 durch den italienischen Judaisten David Castelli. Eine erste kommentierte deutsche Übersetzung des Reiseberichtes ist 2012 erschienen.

## Ausgaben
- Daniel Jütte (Übers.): Meshullam da Volterra: Von der Toskana in den Orient: Ein Renaissance–Kaufmann auf Reisen. Vandenhoeck und Ruprecht, Göttingen 2012, ISBN 978-3-525-30035-0 (deutsch)
- Alessandra Veronese (Übers.): Mesullam da Volterra. Viaggio in Terra d’Israele. Rimini 1989 (italienisch)
- José Ramón Nom de Deu (Übers.): Relatos de viajes y epistolas de peregrinos judíos a Jerusalén (1481–1523). Sabadell 1987, S. 41–94 (spanisch)
- Avraham Yaari (Hg.): Massa Meshullam mi-Volterra be-Eretz Yisrael bi-shenat [241] (1481). Jerusalem 1948.
- Elkan Nathan Adler: Jewish Travellers. New York 1930, Routledge, Abingdon 2004, ISBN 0-415-34466-2, S. 156–208 (englische Teilübersetzung)